# Rwanda op de Gemenebestspelen

Vlag van Rwanda

Rwanda is een land dat deelneemt aan de Gemenebestspelen, ook wel Commonwealth Games. Sinds 2010 heeft Rwanda viermaal deelgenomen. In deze vier edities won Rwanda geen medailles.

## Medailles
| Rwanda op de Gemenebestspelen | Rwanda op de Gemenebestspelen | Rwanda op de Gemenebestspelen | Rwanda op de Gemenebestspelen | Rwanda op de Gemenebestspelen | Rwanda op de Gemenebestspelen |
| ----------------------------- | ----------------------------- | ----------------------------- | ----------------------------- | ----------------------------- | ----------------------------- |
| Jaar                          | Goud                          | Zilver                        | Brons                         | Totaal                        | Rang                          |
| 2010                          | -                             | -                             | -                             | -                             | /                             |
| 2014                          | -                             | -                             | -                             | -                             | /                             |
| 2018                          | -                             | -                             | -                             | -                             | /                             |
| 2022                          | -                             | -                             | -                             | -                             | /                             |